# کرومشتدت
کرومشتدت (به آلمانی: Krumstedt) یک شهر در آلمان است که در دیمارشن واقع شده‌است. کرومشتدت ۵۴۳ نفر جمعیت دارد.